# Мизия
Вижте пояснителната страница за други значения на Мизия.
Мизия е римска провинция на долния Дунав (от 29 г. пр. н. е.), простираща се в териториите на днешна Сърбия и България до Черно море. Превзета е от хуните през пети век и загубена в полза на славяните и аварите през седми век.

## География
Наименованието Мизия (на латински: Moesia (клас. лат. се чете моисиа) се появява в съчиненията на римските автори за провинцията на юг от десния бряг на река Дунав. Името на Мизия идва от названието на тракийското племе мизи. Областта граничи на юг с планинската верига Хемус, на север с Дунав (Истър), на запад с реките Дрина и Сава, на изток с Черно море (Евксински понт). В тези граници Мизия граничи с Дакия на север, с Илирия (римски провинции Далмация и Панония) на запад, с Тракия и Македония на юг. Столица е Виминациум, дн. Костолац, Сърбия. Древна Мизия се намира почти изцяло на територията на днешните държави България, Косово, Сърбия, Румъния, както и зоната около античния град Скупи, която попада в днешна Северна Македония.

## История
Областта е покорена от римляните през периода 15 – 29 г. п.н.е., като до 44 г. Мизия не е самостоятелна сенатска провинция. Заедно с Македония и Ахея са гранични територии, в които са настанени два римски легиона и е управлявана с декрети на римския император. През I век при император Нерон управителят на Мизия Тиберий Елиан покорява земите до устието на река Днестър. След победата на римските легиони над даките на Децебал през 86 г. с цел по-добро управление император Домициан разделя Мизия на Горна и Долна по хода на река Цибрица – Горна Мизия със столица Виминациум и Долна Мизия със столица Марцианопол (дн. гр. Девня), всяка с по два римски легиона.
Римляните строят пътища, най-важен от които е Виа Траяна, който води от южния град Адрианопол през Филипопол за Сердика и Сирмиум. При управлението на император Траян тракийското селище Сердика става един от най-важните римски градове, а Дунав става корабоплавателна река. Траян покорява съседна Дакия през 106 – 107 г.
През 271 – 272 г. император Аврелиан се оттегля от провинцията Дакия и голяма част от тамошното население се преселва в Мизия. Границата Дунавски Лимес, основан от Домициан и Траян, е укрепен отново от римляните. През следващите столетия там се водят ожесточени войни с нахлуващи племена и народи: даки, язиги, алани, готи и сармати.
Император Диоклециан разделя провинциите на Мизия I (със столица Виминациум), Дардания (столица Наисус), Мизия II (Нове) и Малка Скития (Дуросторум).
Мизия през 395 година става част на Източната Римска империя. След IV век в тези земи се населяват славянски племена, а през 679 – 681 г. прабългарите на Аспарух.
Съвременната географска представа за Мизия обхваща земите само между река Дунав, Стара планина и Черно море. По-голямата част от територията ѝ е в пределите на Република България, а Северна Добруджа – в пределите на Румъния. Мизия няма никакъв политически или административен статут в България (за разлика например от провинцията Македония в Гърция) и се използва единствено в исторически смисъл.

## Други
На Мизия е наречена улица в София (Карта).